# Neve Daniel
Neve Daniel (hebreu: נווה דניאל) és un assentament israelià situat a l'oest de Gush Etzion en la regió de Judea i Samaria en el sud de la zona ocupada de Cisjordània. Localitzat al sud de Jerusalem i a l'oest de Betlem.
Neve Daniel va ser establerta el 18 de juliol de 1982, en el lloc de l'antic Cohen Farm. Al seu torn, Cohen Farm va ser fundada el 6 de setembre de 1935. Neve Daniel va estar molt temps sense presència israeliana durant l'ocupació de Jordània a la regió fins que va ser recuperada novament pels israelians per formar la ciutat que és avui dia.
La seva població és molt diversa, a més d'haver-hi nadius israelians la ciutat té molts immigrants jueus que van arribar a Israel des de l'antiga Unió Soviètica, França i amb un gran nombre de jueus nord-americans i molts altres anglosaxons provinents d'altres nacions. La població de la ciutat va ser estimada en 800 persones en l'any 2001 i en gairebé 1.300 habitants en l'any 2006, un nou barri anomenat "Dunam 900", està sent construït per acomodar el creixement de la població. Neve Daniel és coneguda també per la seva gran quantitat de supermercats, sinagogues i altres tipus de negocis.